# Горан Скробоња
Горан Скробоња (Београд, 28. март 1962) српски је писац страве и ужаса и фантастике, стрипски сценариста, преводилац, уредник и издавач.

## Рад
Дипломирао је на Правном факултету Универзитета у Београду.
Од 1985. године пише приче из домена хорора и научне фантастике. Прва Скробоњина објављена прича је Поклон с неба, штампана у загребачком СФ часопису Сиријус 1987. године.
До сада је објавио романе Накот (1994, обновљено издање 2011), Војници Корота (1992) и Човек који је убио Теслу (2010); и збирке Од шапата до вриска (Кошмар, 1996), Шилом у чело (Кошмар, 2000) и Тихи градови (Лагуна, 2007). Уредио је тематске антологије: Бели шум: Антологија прича о телевизији (2008), Истините лажи: Приче о урбаним легендама (2009), Апокалипса јуче, данас, сутра (2011), У знаку вампирице (2012) и У знаку вампира (2012).
Роман Човек који је убио Теслу био је у најужем избору за Награду Лаза Костић.

Као посебно издање, самостално је објавио и новелу Гумена душа, први пут публиковану у Тамном вилајету 3, 1993. године, као део мултимедијалног пројекта проналажења изгубљених песама Битлса, рађеног са једнако свестраним Растком Ћирићем.
Уредник и издавач прве домаће приватне едиције специјализоване за хорор (Кошмар). У оквиру издавачке куће Паладин, Скробоња и његова супруга Драгана обновили су едицију Кошмар, и покренули нове едиције Фрактали (за СФ и слипстрим књижевност), Култ филм и ТВ (романи инспирисани популарним филмовима и серијама) и Нова урбана проза (жанровска дела савремених српских писаца).
Издавачка кућа Паладин је објавила дела страних и домаћих писаца, међу којима су Ијан Макдоналд (Бразил, Беспуће, Некровил, Књига изгубљених снова, Река богова), Макс Брукс (Приручник за одбрану против зомбија, Светски рат З), Џејмс Херберт (Пацови), Ким Њумен (Повратак у ССАД, Човек из Диогеновог клуба), Ђорђе Бајић (Острво проклетих), Ричард Касл (Талас врелине), 'Хенк Муди (Бог нас све мрзи) и Горан Скробоња (Накот, ново издање за кога је поговор написао Илија Бакић). У библиотеци Пандора, публикована су дела Свила Пени Џордан и Супермодел за убиство Верице Винсент Кол.
Горан Скробоња је члан је и својевремени председник Друштва љубитеља фантастике „Лазар Комарчић“.
Био је дугогодишњи уредник европски признатог фанзина Емитор.

### Преводилац
Преводилац великог броја романа најбољих светских писаца хорора и СФ-а: Стивена Кинга (То, Мрачна кула 1 и 2, Упориште, Измаглица), Дена Симонса (Друд, Песма богиње Кали, Хиперион, Пад Хипериона, Ендиминион, Успон Ендимиона, Илион, Олимп), Ијана Макдоналда (Бразил, Беспуће, Некровил, Књига изгубљених снова), Џејмса Херберта (Преживео, Пацови), Клајва Баркера (Књиге крви IV-VI), Кима Њумена (Повратак у ССАД)...
А такође је радио превод за српску синхронизацију цртане серије  Библијске приче, за потребу покровитеља Саборне цркве у Београду и дистрибуције Best of The Best.

### Стрип сценариста
Стрип серијал Точак започет је 1999. године и на њему су сарађивали цртач Дражен Ковачевић и сценариста Горан Скробоња. Први део серијала добио је једну од водећих светских награда за стрип у француском граду Ангулему. Уследила су још три албума (Војници Корота 1, 2 и 3), засновани на Скробоњином истоименом роману.

## Прозна библиографија

### Књиге
- Накот, роман, Емитор 110, 1992, едиција Знак Сагите #31, 1994.
- Војници Корота, или књига чуда, роман, Емитор 111, 1992.
- Блеферски водич: Хорор, Сага, 1995.
- Од шапата до вриска, збирка прича, Кошмар 9, 1996.
- Гумена душа, новела, самостално издање, Београд.
- Шилом у чело, збирка прича, Кошмар 11, 2000.
- Тихи градови, збирка прича, Лагуна, 2007.
- Човек који је убио Теслу, роман, Лагуна, 2010.
- Накот, роман, Паладин (едиција Нова урбана проза), 2011.
- Сва Теслина деца, роман, Лагуна, 2013.
- Када кажеш да сам твој, роман, Лагуна, 2017.
- Клопка и друге приче, приповетке, Лагуна, 2020
- Фирентински диблет 1 - Сфумато, роман, Лагуна, 2020 заједно са Иваном Нешићем
- Фирентински диблет 2 - Кјароскуро, роман, Лагуна, 2021 заједно са Иваном Нешићем

### Антологије и избори
- Тамни вилајет 1, приредио Бобан Кнежевић, Знак Сагите, Београд, 1987.
- Тамни вилајет 2, приредио Бобан Кнежевић, Знак Сагите, Београд, 1992.
- Тамни вилајет 3, приредио Бобан Кнежевић, Знак Сагите, Београд, 1993.
- Нова српска фантастика, приредили Бобан Кнежевић и Сава Дамјанов, СИЦ, Београд, 1994.
- Тамни вилајет 4, приредио Бобан Кнежевић, Знак Сагите, Београд, 1996.
- „Фантастична реч“, Књижевна реч, приредио Бобан Кнежевић, бр. 492/493, Београд, 1997.
- Трифид, приредио Васа Павковић, књижара Алан Форд, Београд, 2001. (са Драганом Р. Филиповићем и Бобаном Кнежевићем)
- Угриз страсти (приче еротске фантастике), приредио Павле Зелић, Друштво љубитеља фантастике „Лазар Комарчић“, 2007.
- Бели шум: Антологија прича о телевизији, приредио Горан Скробоња, Паладин (библиотека „Фрактали“), 2008.
- Истините лажи: Приче о урбаним легендама, приредио Горан Скробоња, Паладин (библиотека „Фрактали“), 2009.
- Апокалипса јуче, данас, сутра, приредио Горан Скробоња, Паладин (библиотека „Фрактали“), 2011.
- У знаку вампира, приредио Горан Скробоња, Паладин (библиотека „Фрактали“), 2012.
- У знаку вампирице - женске приче о крвопијама, приредио Горан Скробоња, Паладин (библиотека „Фрактали“), 2012.

## Стрипографија
- „“ (Точак), цртач Дражен Ковачевић

1. , „Glénat“, Француска, 2001. Адаптација сценарија: Владимир Весовић
2. I, —||—, 2002
3. II,, —||—, 2003.
4. III, —||—, 2005.

## Награде и признања
- Награда „Лазар Комарчић“ за најбољи домаћи роман објављен 1992. (Накот)
- Награда „Лазар Комарчић“ за најбољу домаћу новелу објављену 1993. („Гумена душа“)
- Награда „Лазар Комарчић“ за најбољи домаћу новелу објављену 1996. („Свети рат“)
- Награда „Лазар Комарчић“ за преводилачки рад 1996. (Плави мотел)
- Награда „Лазар Комарчић“ за најбољу домаћу новелу објављену 1997. („Супернова“)
- Награда „Лазар Комарчић“ за најбољу домаћу новелу објављену 2002 („Црвено небо над пољима иловаче“)